# Йохан V фон Крихинген
Йохан V фон Крихинген (на немски: Johann V von Criechingen; * пр. 1480; † 1533) e германски благородник, фрайхер, господар на Крихинген, Питинген, Бисен, Дагщул, Хомбург, Пулигни, гранд маршал на Люксембург
Той е син на Йохан IV фон Крихинген († сл. 1510) и съпругата му Маргерита де Бакурт († 1489/1491), дъщеря на Фредерик де Бакурт и Лиза Байер фон Бопард († сл. 1455.).
Йохан V фон Крихинген става фрайхер. Потомъкът му Петер Ернст II († 1633) става граф.
Синовете му поделят собствеността.

## Фамилия
Йохан V фон Крихинген се жени с разрешение от папата 13 юни 1489 г. за роднината си Ирмгард фон Равил/Ролинген († 14 май 1548), дъщеря на Вилхелм фон Ролинген († убит 1503), гранд маршал и губернатор на Люксембург, и Йохана фон Елтер († сл. 1487). Те имат 12 деца:
- Йохан († сл. 1529), женен за Елизабет фон Елтер († сл. 1527)
- Елизабет (* пр. 1516; † 15 февруари 1584),), омъжена I. пр. 1504 г. за бургграф рицар Якоб фон Райнек († 1539), II. за вилд- и Рейнграф Йохан фон Залм
- Катарина († 16 ноември 1544), омъжена за Клод де Гурнай, господар де Талангес/Тетелинген
- Винценц (* 1491/5 април 1494; † 1512)
- Филип († сл. 1516)
- Георг I фон Крихинген-Питинген (* пр. 1533; † 1567), фрайхер на Крихинген-Питинген, гранд-маршал на Люксембург женен 1525 г. за графиня Филипа фон Лайнинген (1504 – 1554), дъщеря на граф Емих IX фон Лайнинген-Харденбург († 1535)
- Вилхелм († 24 септември 1554)
- Франц († 14 декември 1569/10 януари 1570)
- Вирих фон Крихинген (* 1511; † 15 юли 1587), фрайхер на Крихинген, женен на 15 юни 1545 г. за графиня Антония фон Салм-Кирбург († 1587/1589), дъщеря на граф Йохан VII фон Салм, вилд- и Рейнграф цу Кирбург (1493 – 1531)
- Маргарета
- Улрих
- Анна, омъжена за Йохан фон Вайхердинген